# Fällarna
Fällarna – wieś w Estonii, w prowincji Lääne, w gminie Vormsi.